# رومين
رومين' بلدة لبنانية تقع في جنوب لبنان على تلال منبسطة وبالتحديد في قضاء النبطية، تحيطها مناطق صربا، عزة، ودير الزهراني وتبعد عن بيروت 61 كلم وعن مدينة النبطية 31 كلم. ترتفع بلدة رومين 435 م عن سطح البحر. تبلغ مساحة رومين العقارية حوالي 6000 دونما وأما مساحتها الإجمالية هي 5.44 كلم، ويصل عدد سكانها إلى نحو أكثر من3000 نسمة لكنها تعرف نزوحا كثيفا بحثا عن العمل والدراسة، اما عدد الناخبين المسجلين فهم 2122 منتخب تبعا لسنة 2004.

## التسمية

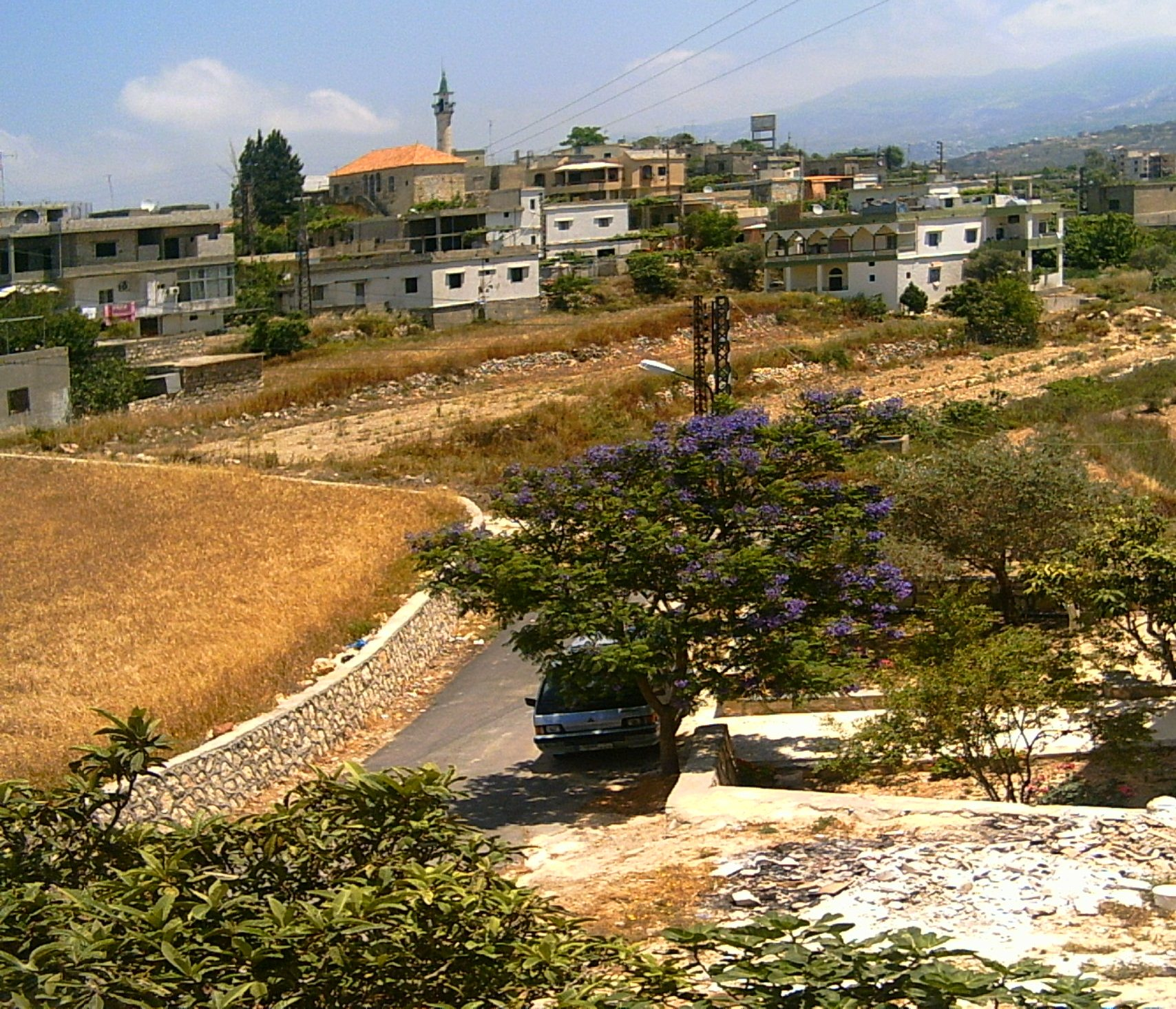
الضيعة القديمة (منظر عام)

تعود كلمة رومين إلى اللغة السريانية ومعناها الهضاب والمرتفعات. بعض الاقاويل تتحدث بأن الرومان سكنوا وأقاموا فيها فكسرت كلمة الألف في كلمة الرومان إلى رومين "Raumine" ولكن اللافت لم يعثر على أي أثارات مهمة تحدد هويتها التاريخية.
معلومة مهمة: يوحد في أعلى تلة في الضيعة مغارة يُدفن فيها ملك وملكة رومانيان حيث كانت هذه التلة مكان استراتيجي للرومان كونها تطل على القرى المجاورة وكانت تستعمل هذه التلة كقلعة.

كروم الزيتون

## الزراعة
تعتمد رومين على الزراعة الصيفية كالكرمة والعنب والتين. يحيط البلدة حرج وما يسمى بالوعر، فية شجر السنديان وملائم للصيد البري. ولا ننسى مونة الضيعة في رومين كزراعات الزعتر والفول والسمسم التي تأخذ حيزا مهماً من قبل الأهالي. تعود أملاك البلدة إلى ال الزين المستقلة عقاريا عن بلدة حميلة. يروي نبع الطاسة البلدة بالإضافة إلى بئر أرتوازي يعمد على توزيع مياه الشفة مداورة. كانت أراضي البلدة تابعة لآل الزين ولكن أكثر الأراضي تم شراؤها من قبل أهالي البلدة ولم يبق لآل الزين الا القليل.

## اثارها
يوجد فيها بعض المغاور المدفنية في شمال البلدة في منطقة ظهر النسر.هناك بعض البيوت التراثية ومزار يقال بأنه لنبي يهودي سكن هذه البلدة. تنقسم البلدة بين الضيعة القديمة التي تحتوي على بيوت من الحجارة القديمة وفيها معصرة زيتون قديمة وأما الضيعة الحديثة تمتد إلى خارج الضيعة القديمة.

## الحالة الثقافية والاجتماعية والسياسية
يوجد في رومين مدرستين حيث تولى حامد جوني الإدارة سنة 1985، حيث أن المدرسة الرسمية افتتحت سنة 1949 من قبل شخص يدعى جورج حليحل، اما أول دفعة سرتفيكا كانت سنة 1966، وأول دفعة بريفيه كانت سنة 1976. افتتحت المدرسة الثانية مؤخرا برعايه الرئيس نبية بري بإدارة حسن علي جوني.
انتقل العلامة الشيخ محمد عاصي إلى رومين عام1981، حيث تابع الأمور الدينية فيها إلى حين وفاته عام 2008.ويقيم فيها حاليا ابنه العلامة الشيخ جعفر عاصي .

## عائلاتها
عائلاتها هي جوني، شكرون، مكي، برو، غملوش، زعرور، حاموش، خريس، حلال طرابلسي،عواضة،الحلبي.